# Israel Svenonis
Israel Svenonis, död februari 1650 i Åtvids socken, Östergötlands län, var en svensk präst i Åtvids församling.

## Biografi
Israel Svenonis blev 1605 komminister i S:t Laurentii församling, Söderköping och 1610 kyrkoherde i Åtvids församling, Åtvids pastorat. Han avled i februari 1650 i Åtvids socken.

### Familj
Svenonis gifte sig med Margareta (levde ännu 1644). De fick tillsammans dörrarna Sara som gifte sig med kyrkoherden Laurentius Hircinius i Åtvids socken och Ingeborg som gifte sig med kyrkoherden Jonas Kylander i Vists socken.